# Puchar Polski w piłce nożnej (1993/1994)
Puchar Polski w piłce nożnej mężczyzn 1993/1994 – 40. edycja rozgrywek mających na celu wyłonienie zdobywcy Pucharu Polski, który uzyskał tym samym prawo gry w 1/16 finału Pucharu Zdobywców Pucharów w sezonie 1994/1995. Mecz finałowy odbył się na Stadionie Wojska Polskiego w Warszawie.
Tytuł zdobyła Legia Warszawa, dla której był to dziesiąty tryumf w historii klubu. W związku z tym, że Legia została mistrzem Polski, zwolnione miejsce w Pucharze Zdobywców Pucharów zajął finalista rozgrywek ŁKS Łódź.

## Runda wstępna
- 9 meczów

## I runda –28,31 lipcai1 sierpnia1993
Błękitni Raciąż – Bug Wyszków 2-1, po dogr.
Sparta Miejska Górka – LKS Jankowy 0-4
Jagiellonka Nieszawa – Elana Toruń 2-0
Dalin Myślenice – Unia Oświęcim 1-2
BKS Bochnia –  Kamax Kańczuga 0-3
LKS Świniarsko – Stal Sanok 0-2
Prywaciarz Tomaszów Lubelski – Tłoki Stal Gorzyce 2-1
Victoria Częstochowa – Piotrcovia Piotrków Trybunalski 0-3
Start 1994 Krasnystaw – Radomiak Radom 0-3
AZS Biała Podlaska – ŁKS Łomża 5-0
Granat Skarżysko-Kamienna – Pelikan Łowicz 3-4
Orlęta Reszel – Wigry Suwałki 3-0
LKS Luboń – Stoczniowiec Płock 4-1, po dogr.
Stal Jezierzyce – Polonia Elbląg 4-4, k. 4-5
Polonia Chodzież – Gwardia Koszalin 1-0
WKS Wieluń – Nowakowski Nowy Dwór 0-3
BKS Bolesławiec – Konfeks Legnica 2-1
Dąb Dębno – Hutnik Szczecin 2-0
Raczkowski Namysłów – Polonia Świdnica 5-0
Pogoń Siedlce – MZKS Wasilków 1-0

## II runda –25 sierpnia1993
Prywaciarz Tomaszów Lubelski – Motor Lublin 1-4
Dąb Dębno – Miedź Legnica 2-2, k. 6-5
Błękitni Raciąż – Hutnik Warszawa 1-3
Pogoń Siedlce – Avia Świdnik 1-0, po dogr.
Jagiellonka Nieszawa – Stomil Olsztyn 2-0
Unia Oświęcim – GKS Tychy 2-1
Kamax Kańczuga – Wisłoka Dębica 2-4
Stal Sanok – Resovia 2-1
Piotrcovia Piotrków Trybunalski – Błękitni Kielce 1-3
AZS Biała Podlaska – Hetman Zamość 1-4
Pelikan Łowicz –  Petrochemia Płock 0-2
Orlęta Reszel – Bałtyk Gdynia 0-1
LKS Luboń – Ślęza Wrocław 1-2
Polonia Chodzież – Stilon Gorzów Wielkopolski 0-2
BKS Bolesławiec – Lechia Dzierżoniów 2-2, k. 1-3
Polonia Elbląg – Arka Gdynia 0-1
Raczkowski Namysłów – KP Wałbrzych 2-0
Górnik Pszów – Raków Częstochowa 2-1
Igloopol Dębica – Stal Rzeszów 1-4
Chemik Bydgoszcz – Lechia Gdańsk 1-3
Boruta Zgierz – GKS Bełchatów 1-1, k. 3-2
Korona Kielce – Naprzód Rydułtowy 2-1, po dogr.
Radomiak Radom – Stal Stalowa Wola 1-1, k. 5-3
Nowakowski Nowy Dwór – Polonia Warszawa 0-3
Chemik Police – Warta Poznań 1-2
Górnik Konin – Miliarder Pniewy 2-4
LKS Jankowy – Zagłębie Sosnowiec
Karpaty Krosno – Polonia Bytom
Do rywalizacji w II rundzie nie została dopuszczona drużyna drugoligowa klubu Karpaty Krosno, której władze nie wypłaciły należnej kwoty pieniężnej za mecz pucharowy w ubiegłej edycji.

## III runda –15 września1993
Stilon Gorzów Wielkopolski – Miliarder Pniewy 3-2
Górnik Pszów – Błękitni Kielce 5-1
Unia Oświęcim – Wisłoka Dębica 2-3, po dogr.
Pogoń Siedlce –  Motor Lublin 0-0, k. 4-5
Raczkowski Namysłów – Polonia Bytom 3-1
Petrochemia Płock – Warta Poznań 1-0
Korona Kielce – Hetman Zamość 2-5
Dąb Dębno – Ślęza Wrocław 0-3, po dogr.
Arka Gdynia – Lechia Gdańsk 1-0
Boruta Zgierz – Polonia Warszawa 2-1
Stal Sanok – Stal Rzeszów 2-1
LKS Jankowy – Lechia Dzierżoniów 2-1, po dogr.
Jagiellonka Nieszawa – Bałtyk Gdynia 1-1, k. 3-2
Radomiak Radom – Hutnik Warszawa 1-0

## IV runda –6 października1993
Zagłębie Lubin – Górnik Zabrze 1-3
Siarka Tarnobrzeg – Wisła Kraków 2-1
LKS Jankowy – GKS Katowice 0-3
Raczkowski Namysłów – Legia Warszawa 0-1
Boruta Zgierz – Hutnik Kraków 2-3
Motor Lublin – Pogoń Szczecin 0-0, k. 4-1
Jagiellonka Nieszawa – ŁKS Łódź 1-3
Petrochemia Płock – Zawisza Bydgoszcz 2-3, po dogr.
Stal Sanok – Jagiellonia Białystok 0-3
Wisłoka Dębica – Szombierki Bytom 0-2
Radomiak Radom – Ruch Chorzów 1-4
Ślęza Wrocław – Olimpia Poznań 0-3
Hetman Zamość – Stal Mielec 1-0
Stilon Gorzów Wielkopolski – Śląsk Wrocław 1-0
Arka Gdynia – Widzew Łódź 0-2
Górnik Pszów – Lech Poznań 1-2, po dogr..
Górnik Pszów – Lech Poznań 2-0

## 1/8 finału
Mecze zostały rozegrane 10 listopada 1993.
Widzew Łódź – Legia Warszawa 1:2 (Koniarek 37' - Fedoruk 56' Kowalczyk 89')

Olimpia Poznań – Ruch Chorzów 0:2 (Bednarz 35' 60')

Górnik Pszów – Stilon Gorzów Wielkopolski 4:2 (Szewczyk 36' Szlezinger 46' Prusek 55' Kampka 64' - Osiecki 50' Andruszczak 72')

Szombierki Bytom – Zawisza Bydgoszcz 3:0 (Mirek 4' Świstek 20' 72')

Siarka Tarnobrzeg – Górnik Zabrze 0:1 (Bałuszyński 63')

Hetman Zamość – Hutnik Kraków 2:1 dogr. (Pliżga 86' Łyś 105' - Waligóra 50')

Jagiellonia Białystok – GKS Katowice 0:3 (Wolny 27' Strojek 77' Borawski 80')

Motor Lublin – ŁKS Łódź 2:3 dogr. (Rycak 3' 60' - Wieszczycki 18' 52' Podolski 101'k.)

## Ćwierćfinały
Pierwsze mecze zostały rozegrane 30 marca 1994, a rewanże 11 maja 1994.
Górnik Pszów – Górnik Zabrze 1:1 (Jasiński 48' - Bałuszyński 74')

Górnik Zabrze – Górnik Pszów 8:0 (Kraus 10' Orzeszek 18' 24' 26' 67' Jegor 64' Brzęczek 78' 89')

-

Hetman Zamość – Legia Warszawa 0:0

Legia Warszawa – Hetman Zamość 3:0 (Fedoruk 26'k. Kruszankin 52' Kowalczyk 80')

-

ŁKS Łódź – Szombierki Bytom 5:1 (Ambrożej 21' Płuciennik 22' Kaczówka 36' 59' Wieszczycki 63' - Bała 87')

Szombierki Bytom – ŁKS Łódź 2:2 (Kubisz 52' Krupanek 88' - Kościuk 6' Dziedzic 58')

-

Ruch Chorzów – GKS Katowice 0:3 (vo), na boisku 2:1 (Dąbrowski 36' 47' - Borawski 83')

GKS Katowice – Ruch Chorzów 3:0 (Strojek 22' Ledwoń 88' Janoszka 89')

## Półfinały
Pierwsze mecze zostały rozegrane 25 maja 1994, a rewanże 8 czerwca 1994.
GKS Katowice – ŁKS Łódź 0:0

ŁKS Łódź – GKS Katowice 1:0 (Pawlak 77')

-

Legia Warszawa – Górnik Zabrze 5:2 (Pisz 25' 36' Jałocha 32' Wędzyński 62' Podbrożny 73' - Szemoński 60' M.Staniek 83')

Górnik Zabrze – Legia Warszawa 2:2 (Hajto 17'k. Kocyba 20' - Pisz 26' Kowalczyk 81')

## Finał
| 18 czerwca 1994 14:00 | Legia Warszawa · Kowalczyk 76' · Podbrożny 87' | 2:00:0Raport | ŁKS Łódź | Stadion Wojska Polskiego, Warszawa Widzów: 18 000 Sędzia: Krzysztof Perek (Poznań) |
|                       |                                                |              |          |                                                                                    |

| Puchar Polski w piłce nożnej 1993/1994 Zwycięzcy |
| ------------------------------------------------ |
| Legia Warszawa 10. Tytuł                         |